# Mariangela Melato
Mariangela Melato (Milão, 19 de setembro de 1941 — Roma, 11 de janeiro de 2013) foi uma atriz italiana.